# Cimetière juif de Königsfeld
Le cimetière juif de Königsfeld est un cimetière juif dans la commune allemande de Königsfeld, en Rhénanie-Palatinat. C'est un monument culturel protégé.
On y trouve seulement 21 pierres tombales (17 avec le nom Gottschalk) de personnes décédées depuis 1838 jusqu'à 1942. Il s'étend sur 36,81 ares.

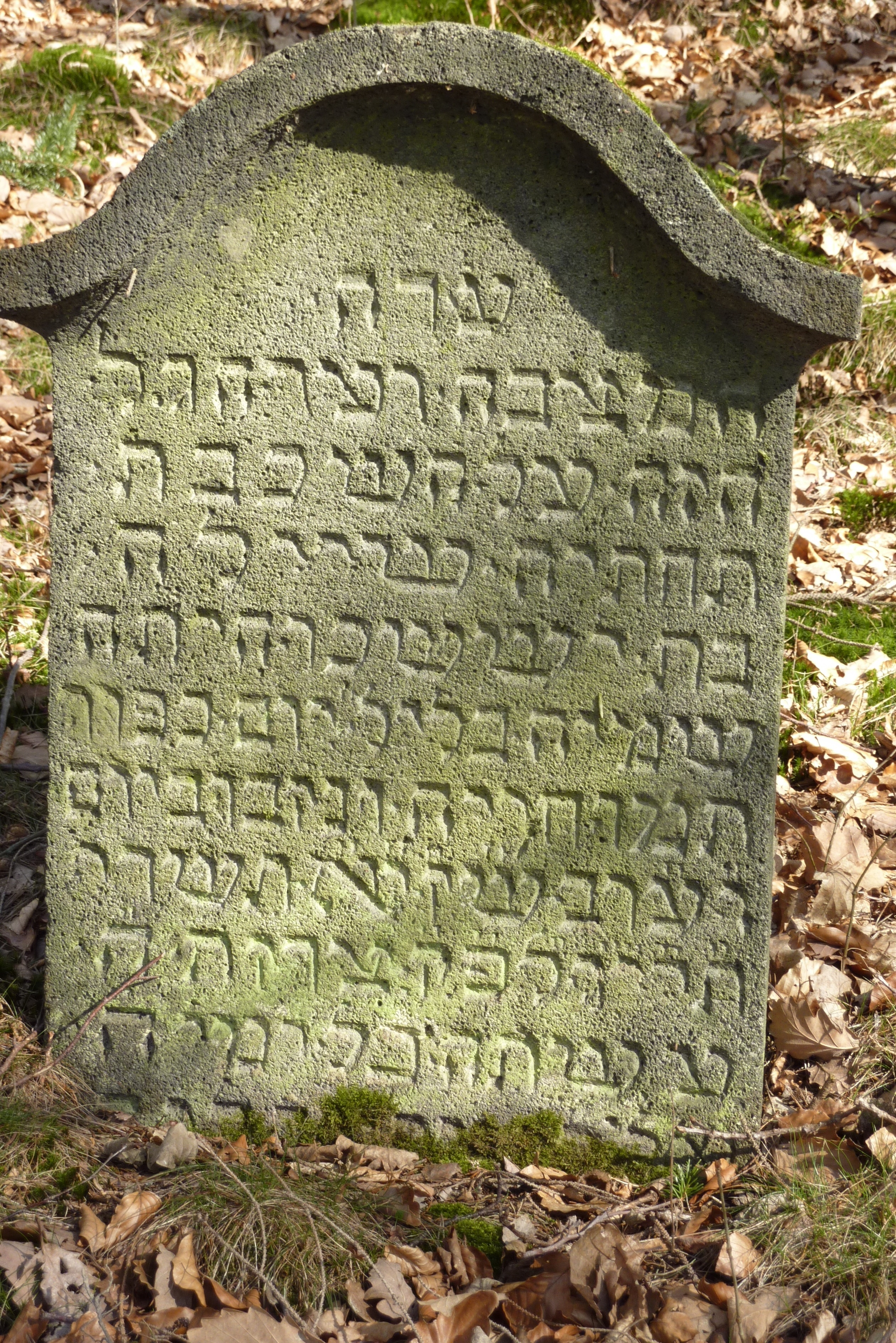
Pierre tombale
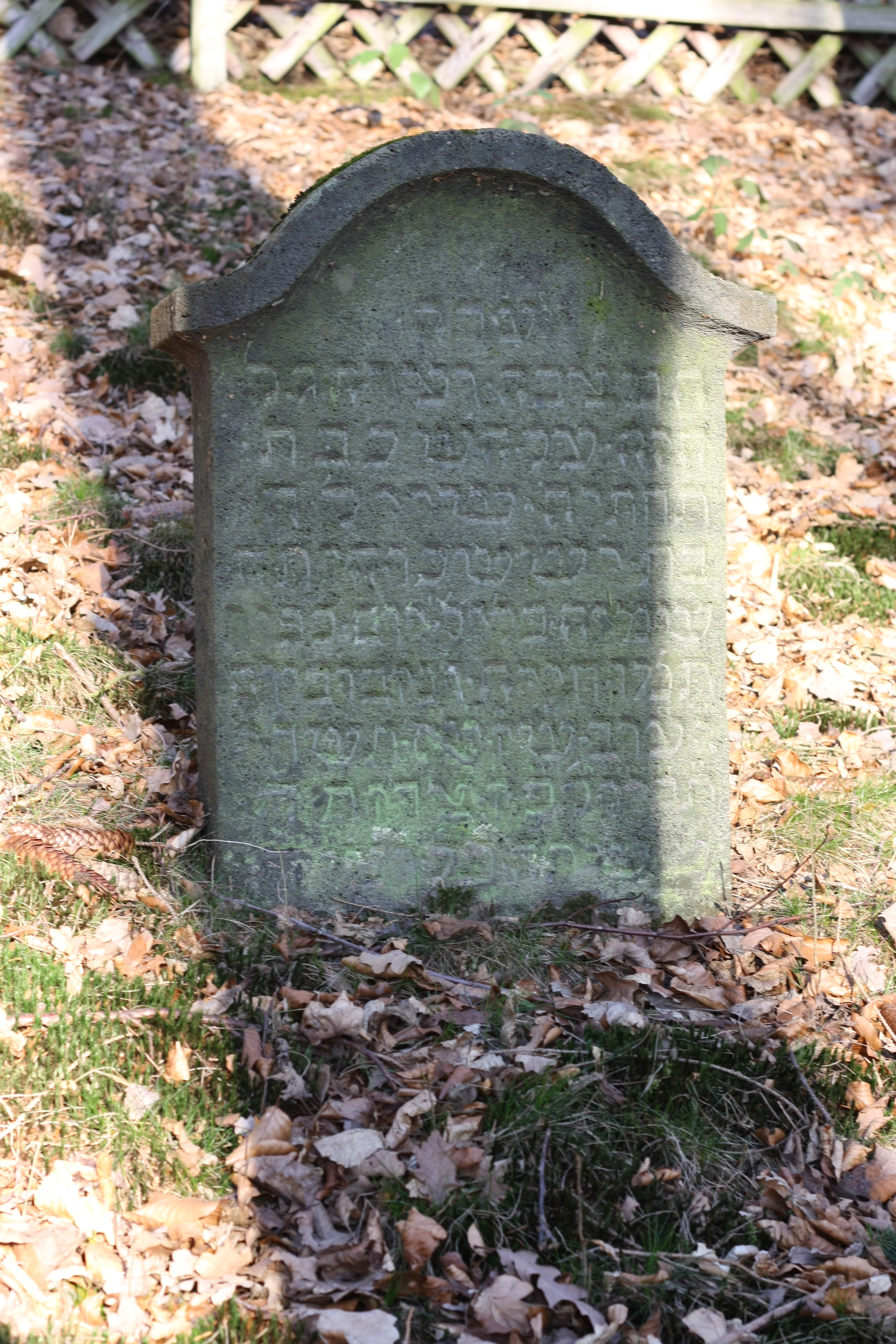
Pierre tombale
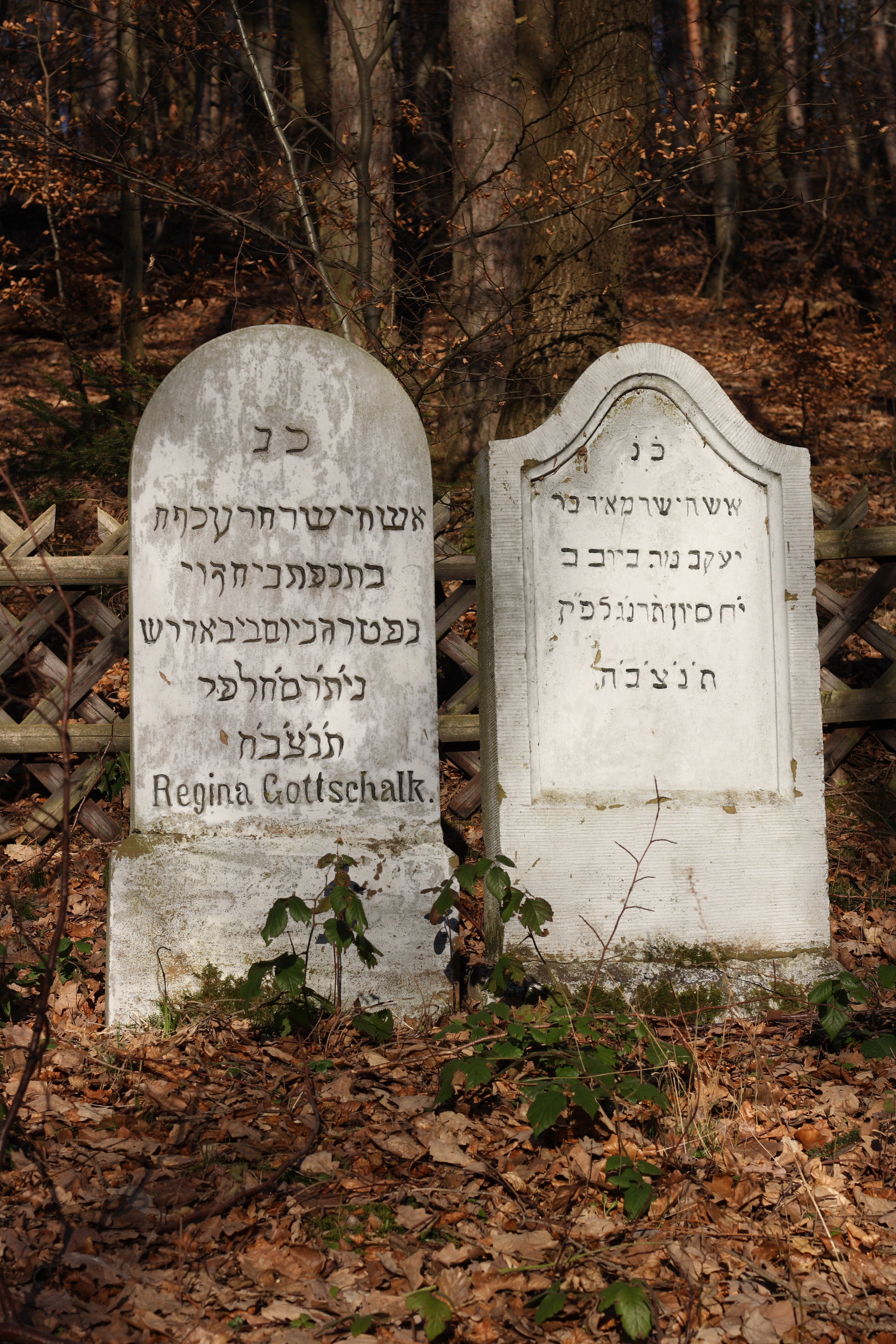
Pierres tombales